# Балакенский район
Балакенский райо́н (азерб. Balakən rayonu, авар. Билкан мухъ; до 11.08.1991 — Белоканский) — район на северо-западе Азербайджана. Центр — город Балакен.

## Этимология
Название района происходит от названия районного центра, города Балакен, который расположен на одноименной реке. Сам же топоним Балакен происходит от тюркских слов «бел» (возвышенность) и «кан» (источник, родник), то есть — родник в возвышенности.

## История
Балакенский район образован 8 августа 1930 года. 4 января 1963 года район был упразднён, территория района была передана Закатальскому району. 6 января 1965 года восстановлен.

## География
Район граничит на севере с Россией, на востоке и юго-востоке с Загатальским районом, на западе и юго-западе с Грузией.
Рельеф района на северо-востоке — горный, на юге и юго-западе — низменный. На севере, на Большом Кавказском хребте вдоль границы с Россией расположены вершины Гутон (3 648 метров), Тинов-Россо (3 385 метров) и другие. Низменность состоит из антропогенных, горы — из юрских и меловых отложений.
Распространены бурые горнолесные, аллювиальные лугово-лесные и аллювиальные луговые почвы. На севере и северо-востоке крупную территорию занимают леса (дубы, буки, грабы и другие). На высокогорных территориях расположены субальпийские и альпийские луга. Ландшафты лугово-лесные и горнолесные, горно-луговые и скалистые.
Имеются колчеданно-полиметаллические (Филис-чай, Тенрос, Кас-даг, Катех) и глиняные месторождения.
Из животных на территории района обитают горные козлы (туры), олени, косули, бурые медведи, серны, кабаны, каменные и лесная куница, сони-полчки. Из птиц — орлы, соколы, фазаны. 2/3 Закатальского государственного заповедника расположены на территории Балакенского района.
Климат умеренный жаркий, полувлажный субтропический, в нагорье — холодный и влажный. Средняя температура в январе колеблется от −7,8 до −1,5°С, в июле от 10,5 до 24,5°С. Среднегодовой уровень осадков — 600—1400 мм. Речная сеть густая. Из крупных рек протекают Белаканчай, Мазым, Каных и Катех.

## Население
| Год      | 1939   | 1959   | 1970   | 1976   | 1979   | 1989   | 1991   |
| -------- | ------ | ------ | ------ | ------ | ------ | ------ | ------ |
| тыс. чел | 32 964 | 35 510 | 51 219 | 55 600 | 58 881 | 68 843 | 70 500 |

| Год      | 1999   | 2009   | 2013   | 2014   | 2015   | 2017   |
| -------- | ------ | ------ | ------ | ------ | ------ | ------ |
| тыс. чел | 83 732 | 89 827 | 93 000 | 93 800 | 95 900 | 96 800 |

| Год      | 2020   | 2021   | 2022    | 2023    |
| -------- | ------ | ------ | ------- | ------- |
| тыс. чел | 98 800 | 99 400 | 100 200 | 100 689 |

В 1976 году плотность населения составляла 60,2 человек на км². В 2009 году эта цифра составила 99 человек на км². На 2009 год 88,7 % населения проживало в сёлах.
На 1 января 2024 года численность населения составила 100 689 чел. Из них 49 537 мужчин (49,2 %), 51 152 женщин (50,8 %). Городское население — 15 836 человек (15,73 %), сельское — 84 853 человек (84,27 %).
Плотность населения — 107 человек на 1 км2.

## Административное устройство
Население Балакенского района исторически делится на родовые патронимы — тухумы:  Чаккаллар, Алваслар Мусалар, Гюллар, Алышлар, Абелар, Гожалар, Джунейтляр, Туллар, Хетовлар, Хаметлар, Ханылар, Погорлар, Шиндилар, Етарлар, Исаклар, Баговлар, Буддайлар, Гумаллар, Гаралчуллар, Гумбатлар, Гёющляр, Ганкаралар, Домкулар, Даккалар, Иразлар, Караетарлар, Шештирлар, Якублар, Чолахлар, Мамачилар, Шихметлар, Сабурлар, Тотухлар, Алигаджилар, Васовлар, Бахаловлар, Омархаджилар, Тиновлар, Тослар, Поскараллар, Пучахлар, Гундуллар, Бодурлар, Юзбашлар, Екябашлар, Лулуклар, Талыблар, Мугушлар, Халиллар, Чандарлар, Ханпирлар, Чомпузлар, Эмчилар, Телиллар, Агджалар, Кюрюляр, Домкулар, Аналар, Миралылар,Тослар, Падарлар, Кечилилер, Кечаллар, Похлулар, Пучахлар,, Балайлар, Турутлар, Ашыглар, Сарылар, Екябашлар, Кюрдляр, Юзбашлар, Бурджалылар, Ашыглар, Хырхырлар, Пахырлар и другие.
| №   | Название муниципалитета        | Количество населения |
| --- | ------------------------------ | -------------------- |
| 1   | Балакенский муниципалитет      | 82 777               |
| 2.  | Кабахчольский муниципалитет    | 1005                 |
| 3.  | Катехский муниципалитет        | 7432                 |
| 4.  | Газмахский муниципалитет       | 6639                 |
| 5.  | Кулларский муниципалитет       | 5794                 |
| 6.  | Толибский муниципалитет        | 5719                 |
| 7.  | Ханифийский муниципалитет      | 5571                 |
| 8.  | Талабинский муниципалитет      | 5028                 |
| 9.  | Магамаларский муниципалитет    | 4572                 |
| 10. | Гарагалский муниципалитет      | 3672                 |
| 11. | Кехский муниципалитет          | 3595                 |
| 12. | Рохошамбулский муниципалитет   | 3438                 |
| 13. | Шарифский муниципалитет        | 3231                 |
| 14. | Циябшарипский муниципалитет    | 3086                 |
| 15. | Кёрталинский муниципалитет     | 2996                 |
| 16. | Шамбулский муниципалитет       | 2796                 |
| 17. | Халаталинский муниципалитет    | 2731                 |
| 18. | Пуштаталинский муниципалитет   | 2292                 |
| 19. | Ититалинский муниципалитет     | 2115                 |
| 20. | Кацбинайский муниципалитет     | 2110                 |
| 21. | Сарыбулакский муниципалитет    | 1543                 |
| 22. | Почбинайский муниципалитет     | 1246                 |
| 23. | Чедерабталинский муниципалитет | 846                  |
| 24. | Рочахмадский муниципалитет     | 428                  |

## Экономика

### Период Азербайджанской ССР
В районе было развито преимущественно сельское хозяйство. Были увеличены обороты коконоводства, животноводства, хлеборобства и выращивания фруктов. В 1975 году в районе работали 18 колхозов.
На 1975 год пригодных земель насчитывалось 33,2 тысячи гектаров — из них: 11,7 тысяч гектаров пахотных земель, 5,3 тысяч гектаров земель, выделенных под многолетние растения, 2,3 тысячи гектаров рекреационных земель, 800 гектаров, выделенных под сенокос, 2,3 тысячи гектаров пастбищ. Из 11,7 тысяч гектаров 52 % выделено под зерновые и зернобобовые культуры, 16 % под технические культуры, 5 % под овощи и картофель, 27 % под кормовые культуры. На 4,1 тысячах гектаров выращивались фрукты, на 65 гектарах — чай. В колхозах содержались 12 тысяч голов крупного рогатого скота, 12,6 тысяч голов мелкого. В 1975 году хозяйствами района государству было продано 389 тонн коконов шелкопряда. В районе находились консервный завод, районный отдел треста «Азсельхозтехника», комбинат бытового обслуживания, производственный и лесной комбинаты.

### Современный период
Район относится к Шеки-Закатальскому экономическому району. Является преимущественно сельскохозяйственным районом. Развиты животноводство, овощеводство, выращивание зерна и фруктов.
На 2023 год в районе действует 39 предприятий.
Действуют производственный кооператив «Шефег». Действуют цех по переработке фундука «Dərya-R», кирпичный завод ООО «Balakənkərpic», песчано-щебеночный завод, завод бетонных конструкций, завод комбикормов ООО «Azəryemsənaye», шелковый завод, консервный завод ОАО «Konserv».

#### Сельское хозяйство
7 тысяч гектаров выделено под многолетние растения, 3 тысячи гектаров используется в подсобных хозяйствах, 18 тысяч гектаров — пахотные, 8,5 тысяч гектаров выделено под пастбища, 311 гектаров — под сенокос.
В 2017 году в районе произведено 48 076 тонн зерна, 718 тонны бобовых, 5 257 тонн картофеля, 24 115 тонн овощей, 32 218 тонн фруктов и ягод, 233 тонны винограда, 4 085 тонн бахчевых культур.
В хозяйствах на 2017 год содержалось 36 581 голов крупного, 36 376 голов мелкого рогатого скота, 186 399 единиц птицы.
Из сельскохозяйственных предприятий в районе действуют фирма «Азза», коллективное хозяйство имени Мирзы Алекпера Сабира,
| Год            | 2015  | 2020     | 2021     | 2022     | 2023     |
| -------------- | ----- | -------- | -------- | -------- | -------- |
| Зерно          | 7 942 | 9 124,1  | 9 362,3  | 9 500,9  | 9 806    |
| Из них пшеница | 146   | 896,1    | 693,3    | 920,3    | 1 086,7  |
| Картофель      | 887   | 607      | 615      | 618      | 627      |
| Овощи          | 2 041 | 1 943    | 2 008    | 2 037    | 2 065    |
| Бахчевые       | 312   | 341      | 353      | 360      | 344      |
| Сады           | 7 872 | 13 243,3 | 13 246,7 | 13 265,7 | 13 256,2 |

|                | 2015   | 2020     | 2021     | 2022   | 2023     |
| -------------- | ------ | -------- | -------- | ------ | -------- |
| Зерно          | 41 851 | 50 830   | 55 974   | 56 628 | 58 740,2 |
| Из них пшеница | 367    | 2 580,8  | 2 537    | 3 322  | 3 361,8  |
| Картофель      | 8 215  | 5 801    | 5 955    | 6 065  | 6 443    |
| Овощи          | 22 620 | 27 955   | 29 055   | 31 717 | 32 709   |
| Бахчевые       | 3 282  | 4 030    | 4 181    | 4 348  | 4 176    |
| Сады           | 28 808 | 33 102,1 | 34 071,5 | 34 759 | 35 853,2 |

| Год        | 2015  | 2020   | 2021   | 2022   | 2023   |
| ---------- | ----- | ------ | ------ | ------ | ------ |
| Количество | 8 218 | 34 827 | 35 687 | 38 350 | 30 884 |

## Инфраструктура
Через район проходит автодорога Баку — Тбилиси, железная дорога Евлах — Балакен. В селе Тюлю расположен Балакенский аэропорт, соединяющий город Балакен с Баку.
На 2023 год в районе действовало 15 АТС и 25 почтовых отделений.
В районе расположены 22 библиотеки на 167 000 книг, 2 музея, 1 парк.
3 августа 2017 года на реке Белаканчай открыта Балакенская малая ГЭС мощностью 1,5 мегаватт. 
В парке Гейдара Алиева планируется строительство пассажирской канатной дороги.
| Год                  | 2015    | 2020    | 2021    | 2022    | 2023    |
| -------------------- | ------- | ------- | ------- | ------- | ------- |
| Количество (тыс. м2) | 1 948,1 | 2 133,8 | 2 144,3 | 2 506,2 | 2 509,8 |

| Год             | 2015   | 2020   | 2021  | 2022  | 2023  |
| --------------- | ------ | ------ | ----- | ----- | ----- |
| Количество (м2) | 17 702 | 12 941 | 8 157 | 6 633 | 7 649 |

## Образование
На 2009 год в районе находилось 25 дошкольных учреждений, 49 среднеобразовательных школ, 2 профессиональных училища, музыкальная школа, школа искусств, 17 клубов, 20 домов культуры, музей, 52 библиотеки, парк культуры и отдыха.
| Год | 2015   | 2020   | 2021   | 2022   | 2023   |
| --- | ------ | ------ | ------ | ------ | ------ |
| чел | 11 807 | 13 116 | 13 262 | 13 179 | 12 999 |

## Здравоохранение
На 1 января 2024 года действует 1 больница на 187 коек, 16 поликлиник, центр эпидемиологии и гигиены, 19 фельдшерско-акушерских пунктов.
На 2009 год в медучреждениях района работало 148 врачей, 15 стоматологов, 548 средних медицинских работников, включая 61 акушера.
На 1 января 2024 года работают 126 врачей, 399 средних медицинских работников.

## Главы
Первые секретари районного комитета партии:
- Расул Годжаев
- Максуд Максудов[азерб.] (1935—1936)
- Сирадж Дибиров (1946—1947)
- Рустам Сафаралиев (1947—1952)
- Зеби Гулиев[азерб.] (1953—1955)
- Абдулсамед Мансуров (1956—?)
- Сафиййя Дибирова[азерб.] (1960—1962)
- Темраз Абудрахманов (1962—1963)
- Темраз Абудрахманов (1965—1970)
- Асият Юсифова[азерб.] (1970—1974)
- Билал Махмудов[азерб.] (1974—1978)
- Аждар Асадов (1978—1983)
- Иршад Алиев (1983—1985)
- Бахтияр Исламов[азерб.] (1985—1991)
- Сабир Ширалиев

С 1991:
- Ильяс Керимов (? — 27 мая 1992)[16]
- Осман Гюндузов[азерб.] (27 мая 1992 — 24 августа 1993)[17]
- Шамиль Мамедов (24 августа 1993 — 8 января 1995)[17][18]
- Тамара Алиева (8 января 1995 — ?)[19]
- Шуджаят Багиров (? — 27 июля 2000)[20]
- Насиб Магамалиев (27 июля 2000 — 3 марта 2006)[21][22]
- Асиф Мамедов[азерб.] (7 апреля 2006 — 21 апреля 2011)[23][24]
- Ислам Рзаев (с 18 мая 2011)[25]

## Культура
Издаётся общественно-политическая газета «Балакян» (до 1939 года — «Гызыл Балакян», в 1939—1965 годах — «Ирели», в 1965—1991 годах — «Шен хаят»). В 1936 году на территории района начато вещание радио.

## Достопримечательности
В районе расположены: крепость Пери-кала (XII—XIII века) и храм (1780) в селе Куллар; крепость (XVII век) и мечеть (1902), храм и молельня (дата постройки неизвестна) в селе Катех; мечеть в селе Ититала; мечеть в селе Халатала (XVII век); храм в селе Ганифа (XIV век); мечеть с минаретом в городе Балакен (XIX век); древние кладбища в селах Солбан (XII век) и Магомалар (II—I век до н. э.), развалины города (VI—VIII век) и крепость (XIX век)в селе Магомалар, мавзолей в селе Тюли (XIV век).